# St. Petersburg Times
St. Petersburg Times er en stor engelsksproget avis i Sankt Petersborg, Rusland der udkommer to gange om ugen; tirsdag og fredag. Avisen uddeles gratis i caféer, restauranter, hoteller og lignede.
Avisen retter sig hovedsageligt mod udlændinge der arbejder i Skt. Petersborg, turister samt russiske indbyggere der interessere sig for engelsk sprog. Avisen beretter om lokale historier og om international politik og finans. Den har været udgivet siden maj 1993.
Avisen, sammen med søsterpublikationen i Moskva Moscow Times, er ejet af Independent Media.